# Rome Volley Club (volley-ball féminin)
Maillots
Le Rome Volley Club féminin (en italien : Roma Volley Club femminile) est la section féminine du club italien de volley-ball Rome Volley Club basé à Rome, dans la région du Latium. Fondé en 2013, il évolue dans le Championnat professionnel de Serie A1 depuis la saison 2023-2024.

## Noms précédents
En raison de contrats de sponsoring, le club a concouru sous les noms suivants :
- Volley Group Roma (2013–2017)
- Acqua & Sapone Roma Volley Group (2017–2019)
- Acqua & Sapone Roma Volley Club (2019–2022)
- Roma Volley Club (2022–2023)
- Aeroitalia SMI Roma (2023–2024)
- SMI Roma Volley (2024–)

## Histoire
Le Volley Group Roma naît en 2013 d'un consortium entre trois clubs de la région du sud de Rome : le G.S. Divino Amore, l'A.P.D. Palocco et l'A.P.D. San Paolo Ostiense.
Le club dispute sa première saison lors de la Serie B2 2013-2014 où il termine la saison régulière à la seconde place de sa poule, lui permettant d'accéder aux barrages d'accession, avant d'être éliminée au stade des demi-finales. La saison suivante, l'équipe fait ses débuts en Serie B1 grâce à un repêchage. Rome n'évolue cependant qu'une année à ce stade après avoir terminé à la dernière place de sa poule, le club retrouve le niveau inférieur.
Lors de l'exercice 2015-2016, les Romaines terminent premières de leur poule et obtiennent leur promotion en Serie B1. L'année suivante, malgré sa relégation sportive, l'équipe se maintient dans la division grâce à un repêchage.
Lors de l'intersaison 2018, grâce à l'achat du titre sportif du club de San Lazzaro, Rome obtient l'autorisation d'évoluer en Serie A2. Le club est relégué à l'issue de l'exercice 2018-2019 mais se maintient néanmoins à ce stade à la suite de la non-inclusion de certaines équipes. Lors de l'été 2019 naît une collaboration avec le club masculin du APD Rome (it), le club se renomme en conséquence Rome Volley Club. 
Lors de la saison 2020-2021, l'équipe participe pour la première fois à la Coupe d'Italie A2 et est éliminée en quart de finale. Le club est également promu en Serie A1 avant de retrouver la deuxième division lors de l'exercice 2022-2023. C'est au cours de cette même saison que Rome remporte la Coupe d'Italie A2 face au Millenium Brescia (it) et obtient également une nouvelle promotion en Serie A1.
Lors de la saison 2023-2024, l'équipe participe pour la première fois à la Coupe d'Italie et est éliminée en quart de finale par le Vero Volley Milan.
Au début de l'exercice 2024-2025, le club organise et remporte la Coupe de la WEVZA (it), lui permettant de se qualifier pour la Challenge Cup. Il termine à la 13e place (sur 14 équipes) à l'issue de la saison régulière du championnat, et est par conséquent rétrogradé en Serie A2. Le 11 mars 2025, le club remporte la Challenge Cup après sa victoire lors du match retour de la finale face au Chieri '76.

## Palmarès
- Challenge Cup (1) : 
  - Vainqueur en 2025.

- Coupe de la WEVZA (1) :
  - Vainqueur en 2024 (it).

- Coupe d'Italie A2 (1) :
  - Vainqueur en 2023.

## Effectifs

### Saison 2024-2025
| No | Nom                    | Date de Naissance | Taille (cm) | Poste                     |
| -- | ---------------------- | ----------------- | ----------- | ------------------------- |
| 1  | Claudia Provaroni (de) | 14 mai 1998       | 181         | Réceptionneuse-attaquante |
| 2  | Wilma Salas (en)       | 9 mars 1991       | 188         | Réceptionneuse-attaquante |
| 5  | Michela Ciarrocchi     | 16 décembre 1999  | 184         | Centrale                  |
| 7  | Amélie Rotar1          | 24 octobre 2000   | 188         | Pointue                   |
| 8  | Michela Rucli (it)     | 1er mai 1996      | 185         | Centrale                  |
| 9  | Anna Adelusi           | 10 juin 2003      | 186         | Réceptionneuse-attaquante |
| 10 | Luna Cicola            | 15 janvier 2004   | 168         | Libéro                    |
| 11 | Marie Schölzel         | 1er août 1997     | 190         | Centrale                  |
| 13 | Giulia Melli (it)      | 8 janvier 1998    | 185         | Réceptionneuse-attaquante |
| 14 | Giorgia Zannoni (it)   | 11 février 1998   | 175         | Libéro                    |
| 17 | Slađana Mirković       | 7 octobre 1995    | 185         | Passeuse                  |
| 18 | Gabriela Orvošová      | 28 janvier 2001   | 191         | Pointue                   |
| 19 | Margherita Muzi        | 25 janvier 1994   | 182         | Passeuse                  |
| 23 | Veronica Costantini    | 23 mars 2003      | 191         | Centrale                  |

Entraîneur :  Giuseppe Cuccarini (it)

Entraîneurs adjoints :  Gabriele Tortorici,  Adriano Di Peco

Manager général :  Maurizio Favola

Directeur sportif :  Barbara Rossi
1 joueuse ayant quitté le club le 15 janvier 2025.